# Austroraptus polaris
Austroraptus polaris là một loài nhện biển trong họ Ammotheidae. Loài này thuộc chi Austroraptus. Austroraptus polaris được miêu tả khoa học năm 1907 bởi Hodgson.